# Отпуштање дуга
Отпуштање дуга је доброчин уговор између повериоца и дужника којим се постиже сагласност да ће престати дужникова обавеза у целости или делимично. У овом случају облигација престаје кад поверилац изјави дужнику да неће тражити њено испуњење, а дужник се с тим сагласи.
Поверилац не може једностраном изјавом воље учињеном свом дужнику да произведе престанак конкретне обавезе - обавеза престаје тек када се дужник сагласи са отпуштањем дуга. За пуноважност уговора о отпуштању дуга, који се најчешће закључује у намери да се дужнику учини поклон, није неопходно потребно да он буде закључен у истој форми у којој је закључен посао из кога је обавеза настала - уговор о отпуштању дуга може бити и неформалан. Дакле, поверилац не може ослободити дужника његове обавезе противно његовој вољи.
Постоји и институт pactum de non petendo - једнострана изјава воље коју поверилац чини свом дужнику којом обећава да од дужника неће тражити наплату потраживања - овим се дужник не ослобађа обавезе, већ само стиче могућност да истакне приговор повериоцу, ако му он затражи исплату.

## Одрицање од средстава обезбеђења
ЗОО:
Враћање залоге и одрицање од других средстава којим је било обезбеђено испуњење обавезе, не значи повериочево одрицање од права да тражи њено испуњење'.
Поверилац чије је потраживање обезбеђено хипотеком може се једностраном изјавом воље одрећи хипотеке као средства обезбеђења, али тим одрицањем не престаје аутоматски и потраживање према дужнику које је обезбеђено хипотеком.
Облигација не може престати једностраном изјавом воље, јер колико год чињеница престанка обавезе за дужника може бити повољна није му свеједно на који ће начин обавеза престати. Могуће је да дужник има интерес да му се дуг не опрости.

## Отпуштање дуга јемцу
ЗОО:
Отпуштање дуга јемцу не ослобађа главног дужника, а отпуштање дуга главном дужнику ослобађа јемца.
Кад има више јемаца, па поверилац ослободи једног од њих, остали остају у обавези, али се њихова обавеза смањује за део који отпада на ослобођеног јемца.

## Опште отпуштање дугова:
ЗОО:
Опште отпуштање дугова гаси сва повериочева потраживања према дужнику, изузев оних за која поверилац није знао да постоје у часу кад је отпуштање извршено.
У односу на потраживање за које поверилац није знао у часу отпуштања не важи правило да је отпуштен (нпр. поверилац наследи потраживање које је треће лице имало према његовом дужнику).
ЗОО:
За пуноважност овог споразума није потребно да буде закључен у форми у којој је закључен посао из кога је обавеза настала.